# She (film, 1917)
Pour les articles homonymes, voir She (homonymie).
Pour plus de détails, voir Fiche technique et Distribution.
She est un film muet américain réalisé par Kenean Buel et sorti en 1917.

## Fiche technique
- Titre : She
- Réalisation : Kenean Buel
- Scénario : Mary Murillo, d'après le roman de H. Rider Haggard
- Chef opérateur : Frank Kugler
- Production : Lancelot Speed pour Fox Film Corporation
- Genre : Film dramatique, Film de science-fiction
- Date de sortie :
  - États-Unis : 23 avril 1917

## Distribution
- Valeska Suratt : Ayesha
- Ben Taggart : Leo Vincey
- Miriam Fouche : Ustane
- Thomas Wigney Percyval : Billali
- Tom Burrough : Horace Holly
- Martin Reagan : Job